# Artabotrys spinosus
Artabotrys spinosus är en kirimojaväxtart som beskrevs av William Grant Craib. Artabotrys spinosus ingår i släktet Artabotrys och familjen kirimojaväxter. Inga underarter finns listade i Catalogue of Life.